# Vendia In Hafnia FF
Vendia In Hafnia er en lille idrætsforening/fodboldklub. Foreningen er oprettet i februar 2005 af en flok unge nordjyder, som alle er bosiddende i København, deraf navnet Vendia In Hafnia. Klubben er oprettet efter visse ”retningslinjer”, hvis hovedformål er at skabe et fælles samlingspunkt for unge "nordjyske københavnere".
Vendia In Hafnia FF tæller i dag 23 medlemmer, som alle har et nært forhold til det jyske. Hovedparten er født og opvokset i Vendsyssel, og er derefter flyttet til København af uddannelses/arbejdsmæssige forhold. Det er i denne forbindelse at Vendia In Hafnia FF, minder sine medlemmer, og modstandere, om hvor de kommer fra, og hvad de repræsenterer. 
Vendia In Hafnia FF deltager i  Dansk Arbejder Idræts københavnske fodbold afdeling, på herresenior siden.  Sæsonen 2005 samt 2006 bød på avancement op gennem rækkerne hos DAI Fodbold. Dette betyder bl.a. at fodboldholdets resultater, samt placering i turneringen fra og med den forestående sæson, ugentligt kan følges i Politikens landsdækkende skrevne medie.
 Der er for få eller ingen kildehenvisninger i denne artikel, hvilket er et problem. Du kan hjælpe ved at angive troværdige kilder til de påstande, som fremføres i artiklen.